# Antipapa Bento XIV
Este artigo é sobre dois Antipapas Bento XIV do século XV. O Papa Bento XIV é do século XVIII.
Bento XIV foi o nome usado por dois antipapas no século XV.

## Bernard Garnier
Bernard Garnier tornou-se antipapa em 1424 e morreu em 1429.

## Jean Carrier
Jean Carrier, tornou-se antipapa em 1430 até 1437. 
Ambos tiveram o apoio de apenas uma facção muito pequena dentro da Igreja. E ambos se consideravam sucessores de Bento XIII.
Em 1417, o Concílio de Constança resolveu o Cisma, proclamando Martinho V Papa, e pedindo a Bento XIII para resignar. Bento XIII não acatou a decisão dos Cardeais, e refugiou-se em Peníscola, Espanha, com alguns apoiantes.
Morre em 1423, mas um dia antes da morte, nomeia quatro dos seus seguidores Cardeais, para assegurar a sua sucessão. Três desses Cardeais elegeram Clemente VIII como Papa.
Mas o quarto Cardeal também nomeado, Jean Carrier, de Rodez, perto de Toulouse, não participa deste Conclave, e realiza, sozinho, o seu próprio Conclave, elegendo Bernard Garnier (O sacristão de Rodez), com o nome de Bento XIV, Papa.
Com a morte de Bernard Garnier (autodenominado Bento XIV) em 1429 ou 1430, o próprio Jean Carrier é escolhido para novo Papa, por um colégio de outros quatro cardeais, adoptando também o nome Bento XIV. No entanto Jean Carrier foi capturado pelo Antipapa Clemente VIII, e assim terminou o seu papado.